# Taylor Fritz
Taylor Harry Fritz (n. 28 octombrie 1997, Rancho Santa Fe⁠(d), San Diego County, California, SUA) este un jucător profesionist de tenis din Statele Unite ale Americii. Cea mai bună clasare a carierei la simplu este locul 4 mondial, în noiembrie 2024, iar la dublu locul 104 mondial, la 26 iulie 2021. A câștigat zece titluri de simplu pe Circuitul ATP, inclusiv un titlu de Masters 1000 la Indian Wells Masters 2022.
Fritz a ajuns în prima sa finală ATP la al treilea turneu din carieră, Memphis Open 2016. Doar un alt american, John Isner, a ajuns într-o finală ATP în mai puține turnee în carieră. A câștigat titlul la simplu juniori la US Open în 2015 și a fost vicecampion la simplu juniori la French Open în 2015.

## Viața personală
Este fiul fostei jucătoare din top-10, Kathy May. Tatăl său, Guy Henry Fritz, care a jucat și tenis profesionist a fost numit Antrenorul Anului 2016 pentru Dezvoltare Olimpică din SUA.
Fritz a crescut cu frații săi în Rancho Santa Fe din zona metropolitană San Diego. A urmat cursurile liceului Torrey Pines, unde a câștigat titlul CIF (California Interscholastic Federation) la simplu ca boboc. La câteva luni de la începutul anului al doilea, el a trecut la un liceu online pentru a juca turnee de juniori ITF cu normă întreagă. Fritz are un fiu (născut în 2017) cu fosta sa soție, Raquel Pedraza, care este jucătoare profesionistă de tenis.

## Cariera profesională

### 2020: Prima finală ATP 500
Fritz și-a început sezonul la Cupa ATP 2020, care a fost ediția inaugurală, reprezentând echipa Statelor Unite. La Australian Open, Fritz a ajuns în runda a treia, înregistrând o victorie în cinci seturi în fața lui Kevin Anderson. El a fost apoi învins de viitorul finalist Dominic Thiem.
Fritz a ajuns la prima sa finală ATP 500 la Acapulco, unde a pierdut în fața lui Rafael Nadal. Cu toate acestea, apariția în finală l-a propulsat pe 2 martie 2020 pe locul 24 mondial în clasametul ATP.
La US Open, Fritz a fost cap de serie nr. 19. El l-a învins pe Dominik Koepfer în patru seturi și apoi l-a învins pe Gilles Simon în runda a doua, înainte de a pierde cu Denis Șapovalov în runda a treia, în cinci seturi.
La French Open, Fritz a fost cap de serie nr. 27. El l-a învins pe Tomáš Macháč în cinci seturi și pe Radu Albot în seturi consecutive înainte de a pierde cu Lorenzo Sonego în runda a treia în seturi consecutive. Meciul împotriva lui Sonego a avut cel mai lung tie-break din istoria French Open, Fritz pierzând tiebreak-ul cu 17–19.

### 2021: Semifinală la Indian Wells, jucătorul american nr. 1

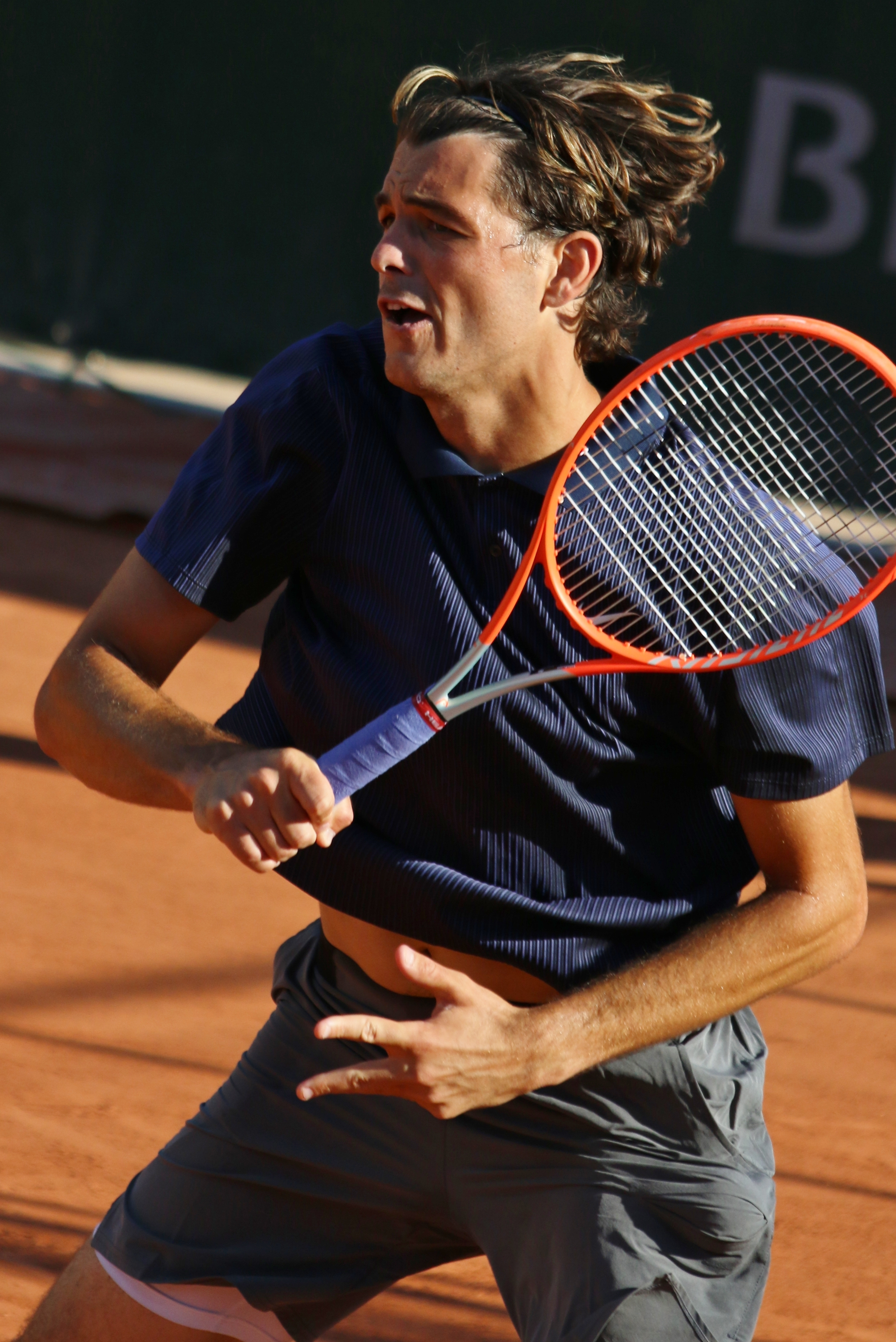
Fritz la French Open 2021

Fritz și-a început sezonul 2021 la prima ediție a Murray River Open. Cap de serie nr. 6 a ajuns în runda a treia, unde a pierdut în fața lui Jérémy Chardy. Cap de serie nr. 27 la Australian Open, a ajuns în runda a treia unde a fost învins de favoritul nr. 1 și de viitorul campion, Novak Djokovic, în cinci seturi.
La ATP Qatar Open, Fritz a ajuns în semifinale învingându-i pe Lorenzo Sonego, David Goffin pe favoritul nr. 6 David Goffin și pe favoritul nr. 4 Denis Șapovalov. A ajuns să piardă în semifinale în fața lui Nikoloz Basilashvili. Cap de serie nr. 15 la Campionatele din Dubai, el și-a luat revanșa, învingându-l pe Basilashvili în runda a treia în trei seturi. A fost învins în runda a treia de Andrei Rubliov. Cap de serie nr. 22 la Miami Open, a ajuns în runda a patra unde a pierdut în fața lui Alexander Bublik. În ciuda acestei pierderi, aceasta a fost cea mai bună prezentare a lui la acest eveniment Masters 1000 și doar a doua rundă a patra într-un turneu Masters 1000 din cariera sa.
Fritz a coborât din nou din top 30 la 10 mai 2021, după înfrângerile din prima rundă la Monte-Carlo și Madrid. Această scădere în clasament a marcat, de asemenea, prima dată când nici un jucător american nu a fost în top 30 în aproape jumătate de secol de clasamente computerizate de tenis. La Openul Francez din 2021, Fritz a fost clasat pe locul 30. L-a învins pe João Sousa în prima rundă în seturi consecutive. În runda a doua, Fritz a suferit o ruptură de menisc în timpul meciului cu Dominik Koepfer. După aceasta, Fritz a spus că speră să se întoarcă la timp pentru Campionatele de la Wimbledon din 2021 după o intervenție chirurgicală. Fritz avea să se întoarcă la timp pentru a juca la Wimbledon și a trecut în runda a treia, unde a pierdut în fața lui Alexander Zverev.
La BNP Paribas Open din 2021, el a câștigat prima sa victorie în fața unui jucător din top 10 în 2 ani, învingând numărul 7 mondial Matteo Berrettini, pentru a ajunge în a doua rundă a patra a unui Masters 1000 al anului și doar al treilea din carieră.. A fost prima sa victorie împotriva unui adversar din top-10 în 2021 și a șaptea din cariera sa. Fritz l-a învins apoi pe locul 10, Jannik Sinner, pentru a avansa în primul său sferturi de finală Masters 1000. Acolo, el a salvat 2 puncte de meci pentru a câștiga cea mai mare victorie a anului, învingând numărul 4 mondial Alexander Zverev pentru a ajunge la prima sa semifinală Masters 1000, unde a pierdut în fața lui Nikoloz Basilashvili.
La St. Petersburg Open din 2021, Fritz a împlinit 24 de ani și a câștigat împotriva conaționalului Tommy Paul. Va ajunge în finală, unde a pierdut în fața lui Marin Čilić.
Fritz a făcut al doilea său sfert de finală Masters 1000 la Rolex Paris Masters 2021, unde l-a învins pe Lorenzo Sonego, pe nr. 6 mondial, Andrei Rubliov, pentru a treia victorie a anului în top-10, și favoritul nr. 10 și campion la Indian Wells, Cameron Norrie. A pierdut în sferturi de finală în fața lui Novak Djokovic. Cu această rundă de succes, el a ajuns pe locul 23 mondial și a devenit jucătorul american numărul 1 la simplu pe 8 noiembrie 2021.
Fritz a încheiat anul pe locul 23.

### 2022: Titluri la Indian Wells & Tokyo, nr. 8 mondial

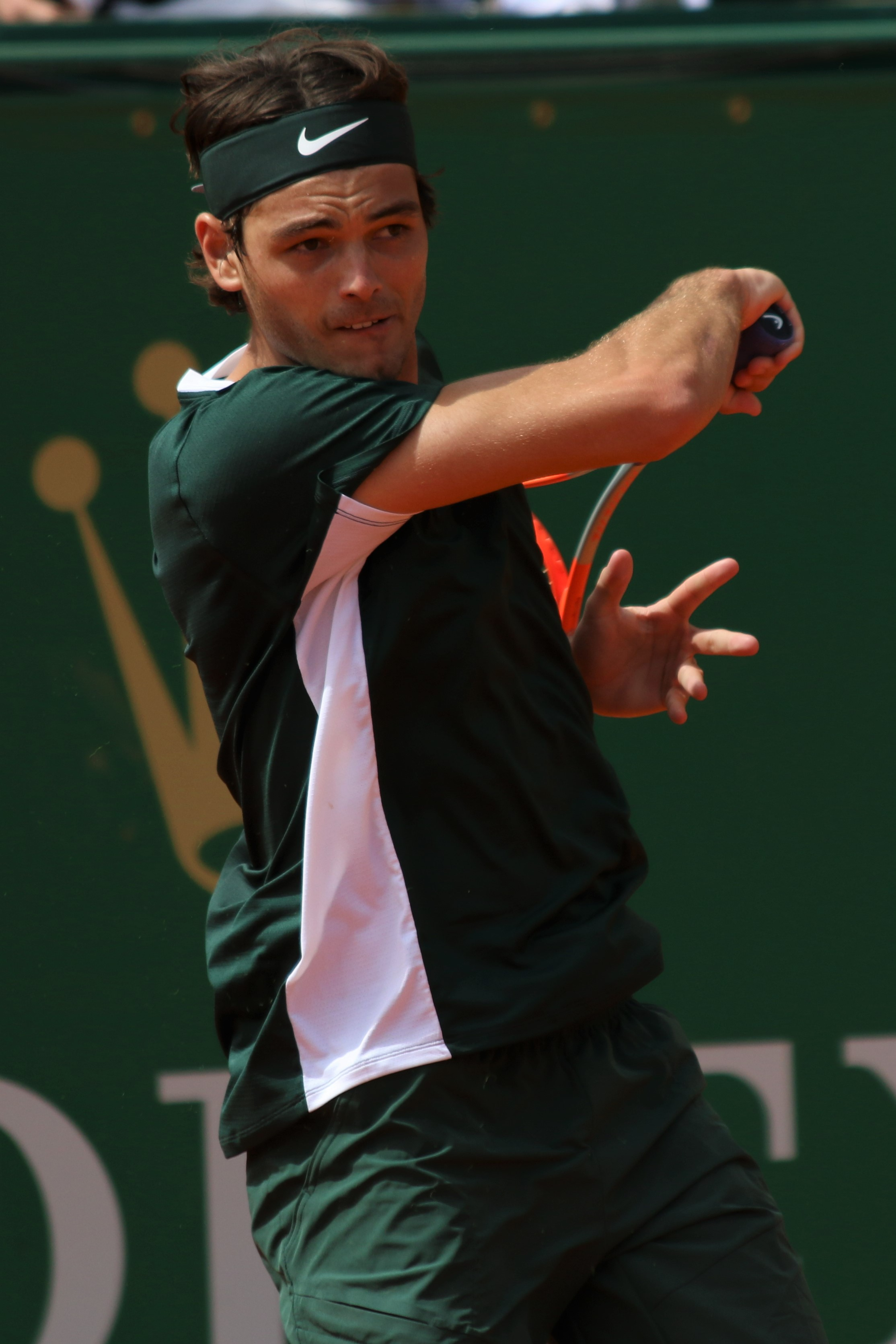
Fritz la Monte-Carlo Masters 2022

Fritz și-a început sezonul 2022 reprezentând SUA la Cupa ATP. Statele Unite au fost în Grupa C alături de Canada, Marea Britanie și Germania. I-a învins pe Félix Auger-Aliassime din Canada și Cameron Norrie din Marea Britanie, dar a pierdut în fața lui Alexander Zverev din Germania. SUA a terminat pe locul patru în Grupa C. Cap de serie nr. 20 la Australian Open, Fritz a ajuns în a doua săptămână a unui Grand Slam pentru prima dată după ce l-a învins pe Roberto Bautista Agut, în runda a treia, în cinci seturi. El a pierdut în runda a patra în fața favoritului nr. 4 Stefanos Tsitsipas, în cinci seturi. Drept urmare, și-a făcut debutul în top 20 al clasamentului de simplu la 31 ianuarie.
În calitate de favorit nr. 1 la prima ediție a Dallas Open, Fritz a ajuns în sferturile de finală, unde a fost eliminat de compatriotul Marcos Giron. La Acapulco, el a pierdut în turul doi în fața lui Yoshihito Nishioka, venit din calificări. Reprezentând SUA în meciul de Cupa Davis împotriva Columbiei, Fritz a jucat un meci și l-a învins pe Alejandro González. În cele din urmă, SUA au învins Columbia cu 4–0. Clasat pe locul 20 la Indian Wells Masters, Fritz a devenit primul american care a ajuns în finală la acest turneu de la John Isner în 2012, învingând pe Alex de Minaur în runda a patra, Miomir Kecmanović în sferturi, și pe Andrei Rubliov în semifinale. Apoi l-a învins pe câștigătorul a 21 de turnee de Grand Slam și triplu campion la Indian Wells, Rafael Nadal, în finală, în seturi consecutive, reclamând primul său titlu ATP 1000, al doilea titlu ATP din carieră în general și oprind seria de 20 de victorii consecutive a lui Nadal. A fost și prima sa victorie în fața unui membru al Big Three. A marcat prima dată când un american a câștigat titlul Indian Wells de la Andre Agassi în 2001. Fritz și-a făcut debutul în top 15 cu victoria sa,  ajungând pe locul 13 mondial. Cap de serie nr. 11 la Miami Open, Fritz a intrat în turneu dorind să finalizeze Sunshine Double. Cu toate acestea, nu a reușit să reușească după ce a pierdut în runda a patra cu Miomir Kecmanović în trei seturi.
Fritz și-a început sezonul pe zgură la Houston. Cap de serie nr. 2, a ajuns în sferturi de finală unde a pierdut în fața lui Cristian Garín. La Monte-Carlo Masters 2022 el a pierdut în sferturi de finală în fața viitorului finalist Alejandro Davidovici Fokina. Fritz a ratat Madrid Open și Italian Open din cauza unei accidentări la picior stâng. Cap de serie nr. 13 la French Open, a fost învins în runda a doua de jucătorul venit din calificări Bernabé Zapata Miralles.
Fritz și-a început sezonul pe iarbă la Libéma Open. Cap de serie nr. 3, el a suferit o înfrângere în runda a doua în fața viitorului campion, Tim van Rijthoven. Clasat pe locul patru la Queen's Club Championships, el a fost eliminat din turneu în prima rundă de britanicul Jack Draper. Favoritul nr. 3 la Eastbourne International, el a învins în semifinale pe campionul en-titre, Alex de Minaur, pentru a ajunge în finală la acest turneu, pentru prima dată din 2019, când a câștigat titlul. L-a învins pe compatriotul Maxime Cressy în finală pentru a câștiga al treilea titlu ATP și al doilea la Eastbourne. Cap de serie nr. 11 la Wimbledon, el i-a învins pe Alex Molčan și pe Jason Kubler în rundele trei și patru pentru a ajunge în primul său sfert de finală la un turneu de Grand Slam. În sferturi a jucat cu favoritul nr. 2 și dublul campion Rafael Nadal în cinci seturi, dar a ajuns să piardă meciul la tiebreak în setul al cincilea.
La US Open a suferit o înfrângere șocantă în primul tur împotriva compatriotului Brandon Holt, calificat pentru prima dată. Aceasta a fost și prima victorie în carieră a lui Holt pe Circuitul ATP.
Fritz s-a retras de la Korea Open din cauza COVID-19, cu toate acestea a ajuns la a doua sa finală la nivel de tur ATP 500 la Tokyo, unde, i-a învins pe James Duckworth, Hiroki Moriya, a primit un walkover de la favoritul nr. 5 Nick Kyrgios și l-a învins pe favoritul nr. 7 Denis Șapovalov, în semifinale. Drept urmare, a intrat în top 10 pentru prima dată în carieră. L-a învins pe Frances Tiafoe în seturi consecutive în finală, unde a devenit primul campion american de la Pete Sampras în 1996. A ajuns numărul 8 mondial la 10 octombrie 2022, devenind primul american care a ajuns în Top 10 de la Jack Sock în 2017. La Mastersul de la Paris, a câștigat împotriva lui Alejandro Davidovici Fokina în prima rundă înainte de a pierde în runda a doua în fața jucătorului francez Gilles Simon într-un meci de trei seturi strânse care a durat 3 ore și 5 minute. Drept urmare, el nu s-a calificat pentru finala ATP 2022, dar a devenit prima rezervă. La 5 noiembrie, odată cu retragerea lui Carlos Alcaraz după o accidentare abdominală, Fritz s-a calificat pentru finala ATP 2022, primul american care a participat de la John Isner în 2018. În faza grupelor, el l-a învins pe favoritul nr. 1 și locul 2 mondial, pe Rafael Nadal, la debutul său în turneu. A fost prima sa victorie în fața unui jucător din top 3.. Apoi a pierdut cu Casper Ruud, dar a câștigat împotriva lui Félix Auger-Aliassime pentru a-și rezerva locul în semifinale, primul american de la Jack Sock în 2017 care a ajuns la acest nivel. A fost cea de-a 45-a victorie la nivel de turneu în acest sezon. A pierdut în fața lui Novak Djokovic în seturi consecutive.
Fritz a terminat anul clasat în top-10 pentru prima dată în carieră, pe locul 9 mondial.

### 2023: Campion la United Cup, al cincilea titlu, nr. 5 mondial

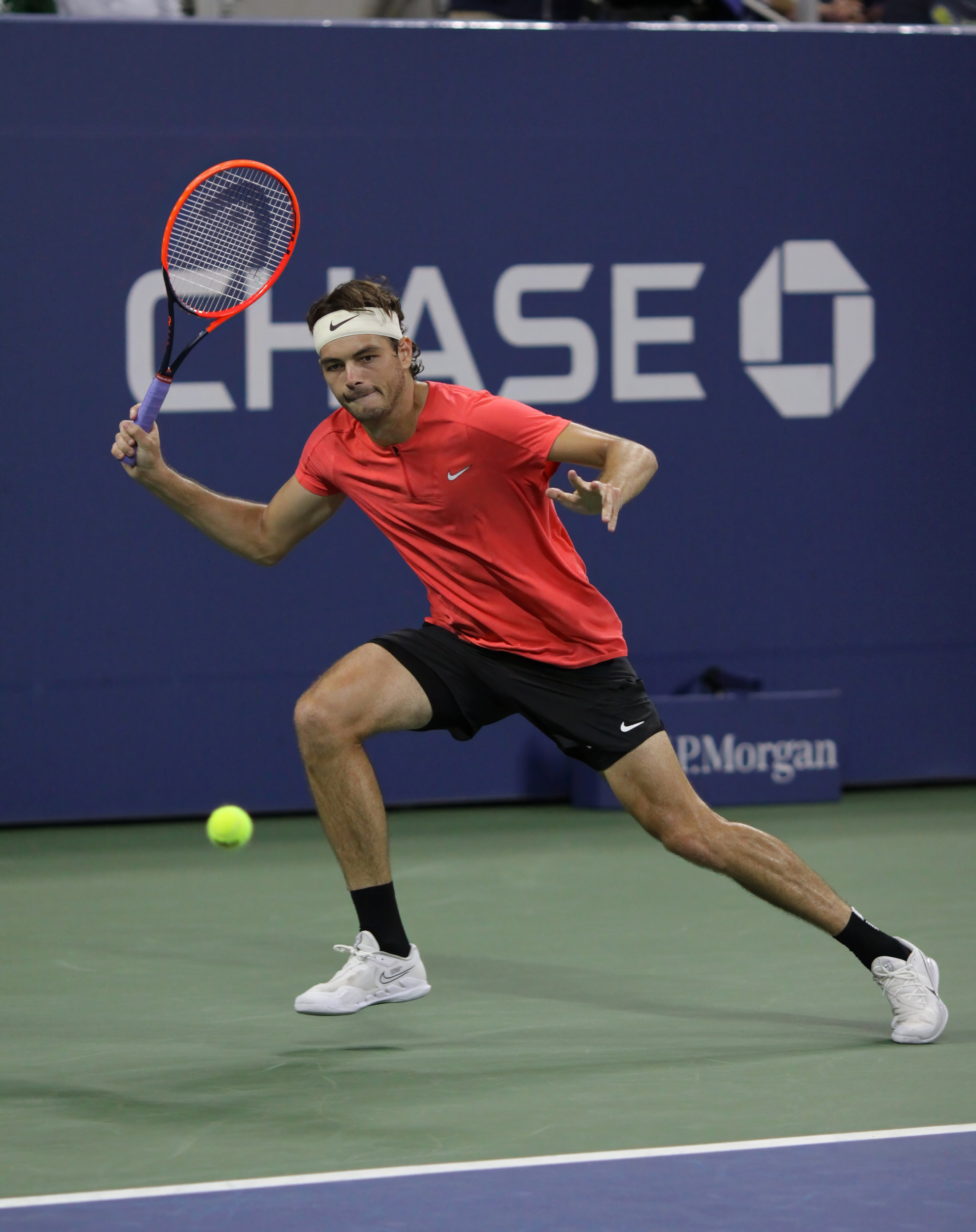
Taylor Fritz la US Open 2023

Fritz a început sezonul la ediția inaugurală a United Cup ca primul jucător american masculin, unde echipa Statelor Unite a devenit campioană învingând Italia în finală. A urmat Australian Open, unde a pierdut în runda a doua în fața lui Alexei Popirin. Fritz a salvat un punct de meci împotriva lui în al patrulea set, dar a pierdut în setul decisiv, după un meci care a durat mai mult de patru ore.
La Dallas Open a ajuns în semifinale unde a pierdut în fața viitorului campion Wu Yibing. Drept urmare, el a atins o nouă poziție în clasament, locul 7 mondial, devenind cel mai bine clasat american de la Mardy Fish în 2011. Săptămâna următoare, fiind clasat cap de serie nr. 1, a ajuns în semifinalele de la Delray Beach Open. Apoi l-a învins pe Mackenzie McDonald pentru a ajunge la prima sa finală ATP a sezonului și a zecea în general. În finală, el l-a învins pe Miomir Kecmanović câștigând al cincilea titlu ATP. Drept urmare, la 27 februarie 2023, a ajuns pe locul 5 mondial în clasament. La Mexican Open, a învins pe favoritul nr. 6 Frances Tiafoe pentru a ajunge la a treia semifinală consecutivă.  Apoi a pierdut în fața favoritului nr. 7 Tommy Paul într-un meci epic care a durat trei ore și jumătate, stabilind recordul pentru cel mai lung meci din istoria de 30 de ani a Abierto Mexicano Telcel.
La Indian Wells și Miami Open a ajuns în sferturi de finală, învingându-i pe parcurs pe Sebastián Báez, Márton Fucsovics, Denis Șapovalov și Holger Rune. La Monte Carlo a ajuns la al treilea sfert de finală consecutiv de Masters, învingându-i pe Stan Wawrinka și Jiří Lehečka. El a făcut un pas mai departe, învingându-l pe de două ori campionul en-titre și al doilea favorit, Stefanos Tsitsipas, pentru a ajunge în semifinale, devenind primul american în 20 de ani care a ajuns în semifinale la acest Masters de la Vince Spadea. În semifinale, Fritz a pierdut în trei seturi în fața viitorului câștigător Andrei Rubliov. Cap de serie nr. 2 la BMW Open 2023, a ajuns din nou în semifinale, cu victorii în fața lui Márton Fucsovics și Dominic Thiem. La Madrid 2023 a pierdut în fața lui Zhizhen Zhang în runda a patra, după ce Zhang a salvat trei mingi de meci pentru a ajunge în sferturi. La Roma a pierdut în runda a doua în fața lui Yannick Hanfmann, jucător venit din calificări.
A câștigat al șaselea său titlu la Atlanta Open 2023, învingându-l pe Aleksandar Vukic. La US Open a ajuns pentru prima dată în sferturile de finală la acest turneu major, dar a pierdut în fața lui Novak Djokovic, care va câștiga turneul.
La Japan Open 2023, unde era campionul în exercițiu, a pierdut în fața numărului 215 mondial, Shintaro Mochizuki, intrat cu wildcard, după ce a fost condus cu un set și a servit la 5-2 în setul al treilea al meciului. Cap de serie nr. 5 la Basel, Fritz a pierdut în fața lui Alexander Shevchenko, nr. 83 mondial, după ce a avut 15 oportunități de break pe care le-a ratat, într-un meci de aproape 3 ore, cu trei tiebreak-uri. La Paris Masters 2023 s-a retras înainte de runda a doua din cauza unei accidentări.

### 2024: Finala US Open, bronz olimpic, nr. 4
A ajuns în premieră în sferturile de finală la Australian Open 2024, învingându-l în patru seturi pe Stefanos Tsitsipas, al șaptelea favorit și finalist anul trecut. A pierdut însă în fața lui Novak Djokovic în patru seturi. Și-a apărat cu succes titlul de la Delray Beach, cu o victorie în fața compatriotului și prietenului său apropiat Tommy Paul. La Miami Open 2024 a pierdut în runda a doua în fața jucătorului venit din calificări Thiago Seyboth Wild.

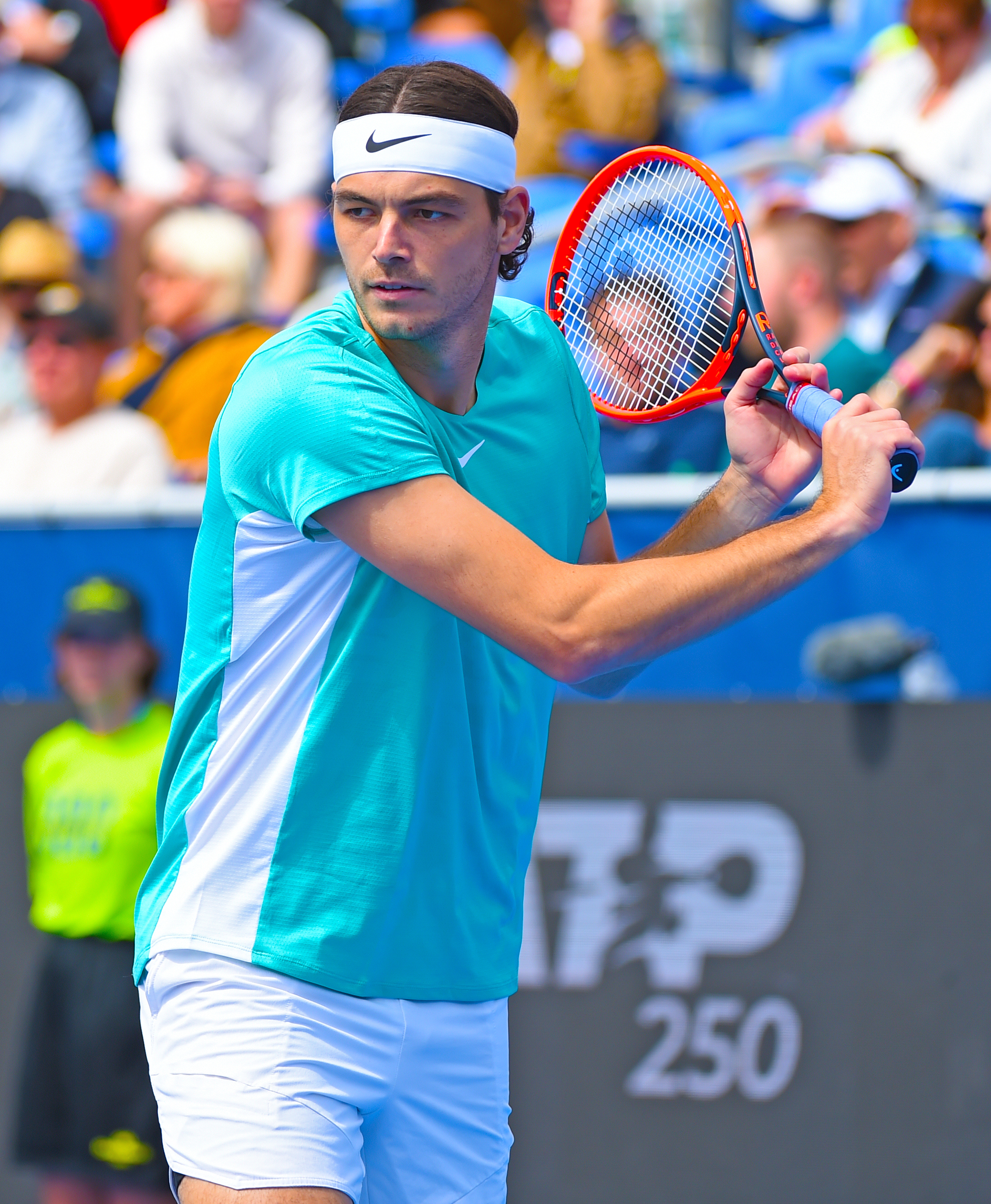
Fritz la Delray Beach Open 2024

A avut un început de sezon pe zgură reușit, la Bavarian International Tennis Championships din Munchen, unde a ajuns în prima sa finală pe zgură cu o victorie în fața lui Cristian Garín și a recâștigat locul 1 în clasamentul american. La Mutua Madrid Open 2024, a ajuns în al doilea sfert de finală al Mastersului pe zgură și al zecelea în total, cu victorii asupra lui Luciano Darderi, Sebastián Báez, cap de serie 18, și Hubert Hurkacz, cap de serie 8, a doua sa victorie din carieră în top 10 pe zgură. L-a învins pe Francisco Cerúndolo, cap de serie 21, pentru a 250-a victorie din carieră. A devenit primul american care ajunge în semifinale la Madrid de când s-a trecut la zgură în 2009 și al treilea după Andre Agassi și Robby Ginepri. La următorul Masters, Openul Italiei 2024, a ajuns în sferturi de finală consecutiv, învingându-i pe Fabio Fognini, pe compatriotul și cap de serie numărul 24 Sebastian Korda și pe Grigor Dimitrov, cap de serie numărul opt, devenind primul american care ajunge în sferturi de finală sau mai departe la toate cele trei turnee Masters pe zgură. A fost, de asemenea, prima dată când mai mulți jucători americani (cu Tommy Paul) au ajuns în sferturile de finală la simplu la Roma din 2008. La Roland Garros 2024 a ajuns în runda a patra  al unui al unui turneu major pe zgură cu o victorie în cinci seturi în fața lui Thanasi Kokkinakis.
Cap de serie numărul 3, a ajuns în semifinalele Jocurilor Olimpice de la Paris împreună cu Tommy Paul și a câștigat medalia de bronz învingând duo-ul din Cehia, Tomáš Macháč și Adam Pavlásek.
Cap de serie 12 la US Open, Fritz a ajuns în prima sa semifinală de Grand Slam învingându-i pe Camilo Ugo Carabelli, Matteo Berrettini, Francisco Comesaña, Casper Ruud, nr. 8 mondial, și Alexander Zverev, nr. 4 mondial, primele sale două victorii consecutive în top 10 la un turneu major. A devenit primul american de la Andre Agassi în 2001 care a ajuns în runda a patra la fiecare dintre evenimentele de Grand Slam în același sezon. Ajungând în semifinale, el a stabilit un meci all-American cu Frances Tiafoe, care a câștigat mai târziu în cursul zilei, primul la un Grand Slam din 2005 la US Open, când Andre Agassi și Robby Ginepri s-au întâlnit. Fritz a câștigat meciul în cinci seturi pentru a ajunge în prima sa finală de Grand Slam. Cu toate acestea, el a pierdut în finală în fața lui Jannik Sinner în seturi consecutive. El s-a confruntat cu momente dificile după pierderea sa. Cu un amestec de umor și sinceritate, Fritz a recunoscut într-un interviu acordat podcastului Nothing Major că urmările înfrângerii au fost greu de gestionat, dezvăluind că aceasta l-a afectat emoțional.
În noiembrie, la ATP Finals, Fritz a ajuns în semifinale după ce a înregistrat două victorii și o înfrângere în faza grupelor, învingându-i pe Daniil Medvedev și Alex De Minaur. Apoi l-a învins pe Alexander Zverev în semifinale pentru a ajunge în prima sa finală la evenimentul de final de sezon. În acest fel, Fritz a devenit primul american care ajunge în meciul de campionat la ATP Finals de la James Blake în 2006. A pierdut finala în fața lui Jannik Sinner în două seturi. În ciuda înfrângerii, Fritz a încheiat sezonul cu un nou record al carierei în clasamentul de simplu, nr. 4 mondial la 18 noiembrie.

### 2025: Titlul United Cup, semifinalele Miami
A început anul ajutând Statele Unite să câștige un titlu în United Cup, al doilea în trei ani. În cadrul turneului, el a câștigat 4 din cele 5 meciuri ale sale, obținând victorii în fața lui Borna Coric, Zhang Zhizhen, Tomáš Macháč și Hubert Hurkacz. Fritz a intrat la Australian Open 2025 ca al 4-lea favorit și a trecut cu bine de primele două meciuri, pierzând doar 8 game-uri în primele două meciuri împotriva lui Jenson Brooksby și Christian Garin. Cu toate acestea, el a fost învins în runda a treia de Gael Monfils, pierzând în 4 seturi. Acesta a fost cel mai timpuriu eșec al său la un turneu de Grand Slam de la Wimbledon 2023.
După două eșecuri timpurii dezamăgitoare la Delray Beach și Dallas, Fritz a intrat la Indian Wells încercând să recupereze victoria din 2022. Fritz a ajuns în runda a patra pentru a cincea oară consecutiv, pierzând în cele din urmă în fața campionului Jack Draper în seturi directe. Fritz a intrat apoi la Miami Open, ca al treilea favorit, încercând să obțină al doilea său titlu Masters 1000. Fritz s-a aflat pentru a doua oară în sferturile de finală, după victorii împotriva lui Lorenzo Sonego, Denis Șapovalov și Adam Walton. În meciul din sferturile de finală s-a confruntat cu Matteo Berrettini, care a câștigat primul set cu 7-5. Fritz a avut 6 mingi de meci în setul al doilea, dar a pierdut cu 6-7(7-9), irosind un avantaj de 6-3 în tiebreak. Fritz și-a revenit în setul al treilea, câștigând cu 7-5 și obținând prima sa semifinală la turneu. A fost însă învins de Jakub Menšík în semifinale.

## Rezultate

### Participare la turnee de Grand Slam
| C | F | SF | QF | #R | RR | Q# | P# | DNQ | A | Z# | PO | Au | Ag | Br | NMS | P | NH |

| Turneu               | 2014 | 2015 | 2016 | 2017 | 2018 | 2019 | 2020 | 2021 | 2022 | 2023 | 2024 | 2025 | SR     | W–L   | Victorii % |
| -------------------- | ---- | ---- | ---- | ---- | ---- | ---- | ---- | ---- | ---- | ---- | ---- | ---- | ------ | ----- | ---------- |
| Turnee de Grand Slam |      |      |      |      |      |      |      |      |      |      |      |      |        |       |            |
| Australian Open      | A    | A    | 1R   | 1R   | Q2   | 3R   | 3R   | 3R   | 4R   | 2R   | QF   | 3R   | 0 / 9  | 16–9  | 64%        |
| French Open          | A    | A    | 1R   | A    | 1R   | 2R   | 3R   | 2R   | 2R   | 3R   | 4R   | 1R   | 0 / 9  | 10–9  | 53%        |
| Wimbledon            | A    | A    | 1R   | 1R   | 2R   | 2R   | NH   | 3R   | QF   | 2R   | QF   | SF   | 0 / 9  | 18–9  | 67%        |
| US Open              | Q1   | Q1   | 1R   | 2R   | 3R   | 1R   | 3R   | 2R   | 1R   | QF   | F    |      | 0 / 9  | 16–9  | 64%        |
| Câștigat–pierdut     | 0–0  | 0–0  | 0–4  | 1–3  | 3–3  | 4–4  | 6–3  | 6–4  | 8–4  | 8–4  | 17–4 | 7–3  | 0 / 36 | 60–36 | 63%        |

## Finale semnificative

### Finale de Grand Slam

#### Simplu: 1 (1 finalist)
| Rezultat | An   | Turneu  | Suprafață | Adversar      | Scor          |
| -------- | ---- | ------- | --------- | ------------- | ------------- |
| Pierdut  | 2024 | US Open | Dură      | Jannik Sinner | 3–6, 4–6, 5–7 |

### Finale Masters 1000

#### Simplu: 1 (1 titlu)
| Rezultat | An   | Turneu               | Suprafață | Adversar     | Scor          |
| -------- | ---- | -------------------- | --------- | ------------ | ------------- |
| Câștigat | 2022 | Indian Wells Masters | Dură      | Rafael Nadal | 6–3, 7–6(7–5) |

## Legături externe
- Materiale media legate de Taylor Fritz la Wikimedia Commons
- en Taylor Fritz la Association of Tennis Professionals